# 八王子ジャンクション

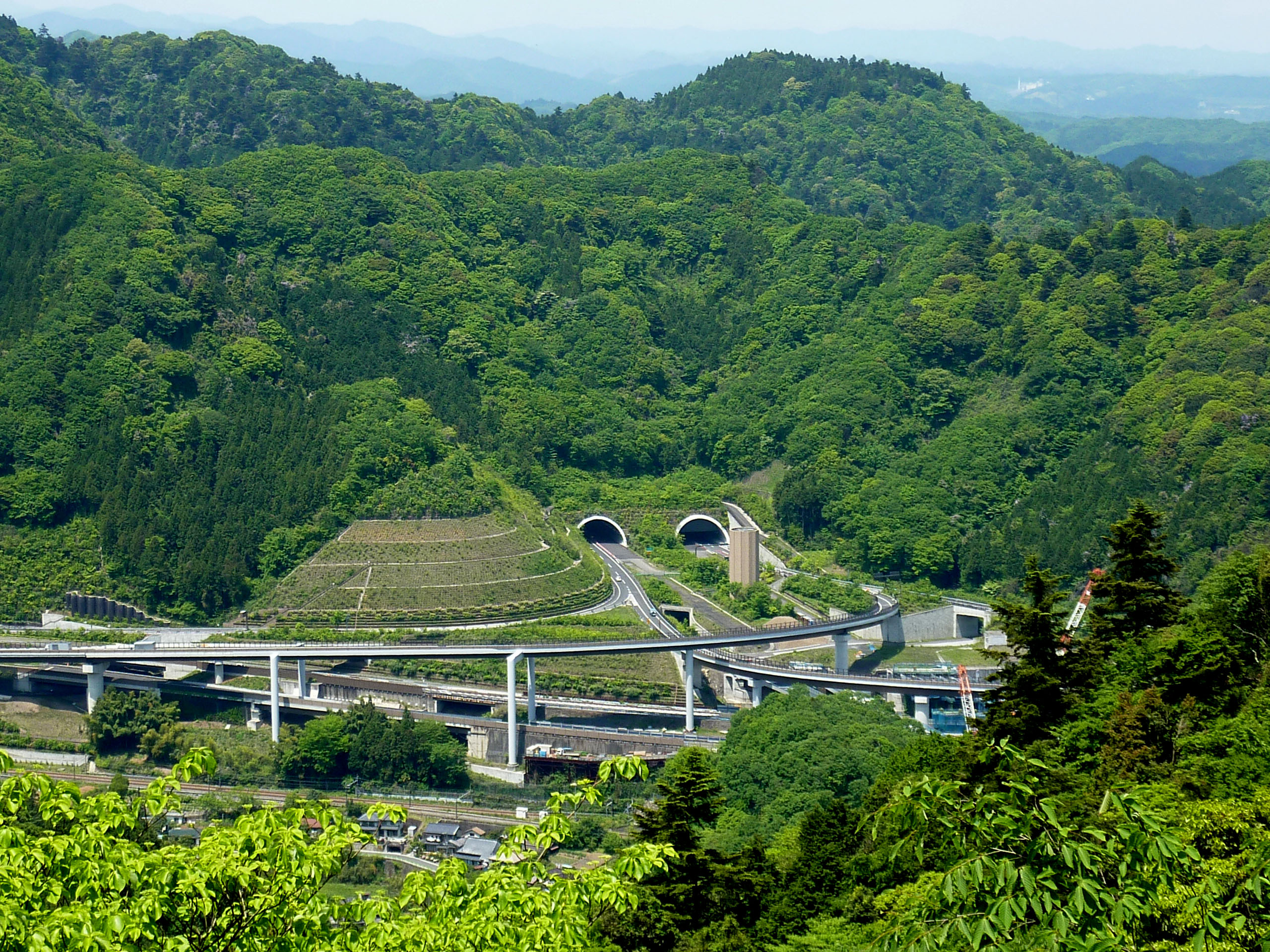
高尾登山ケーブル高尾山駅より見た八王子JCT

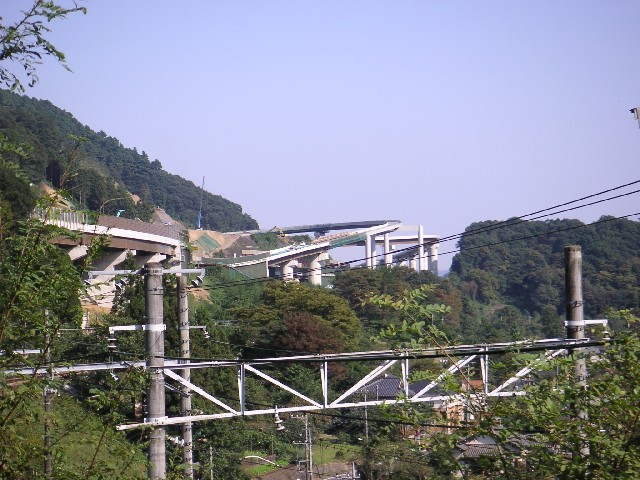
西方から見た八王子JCT

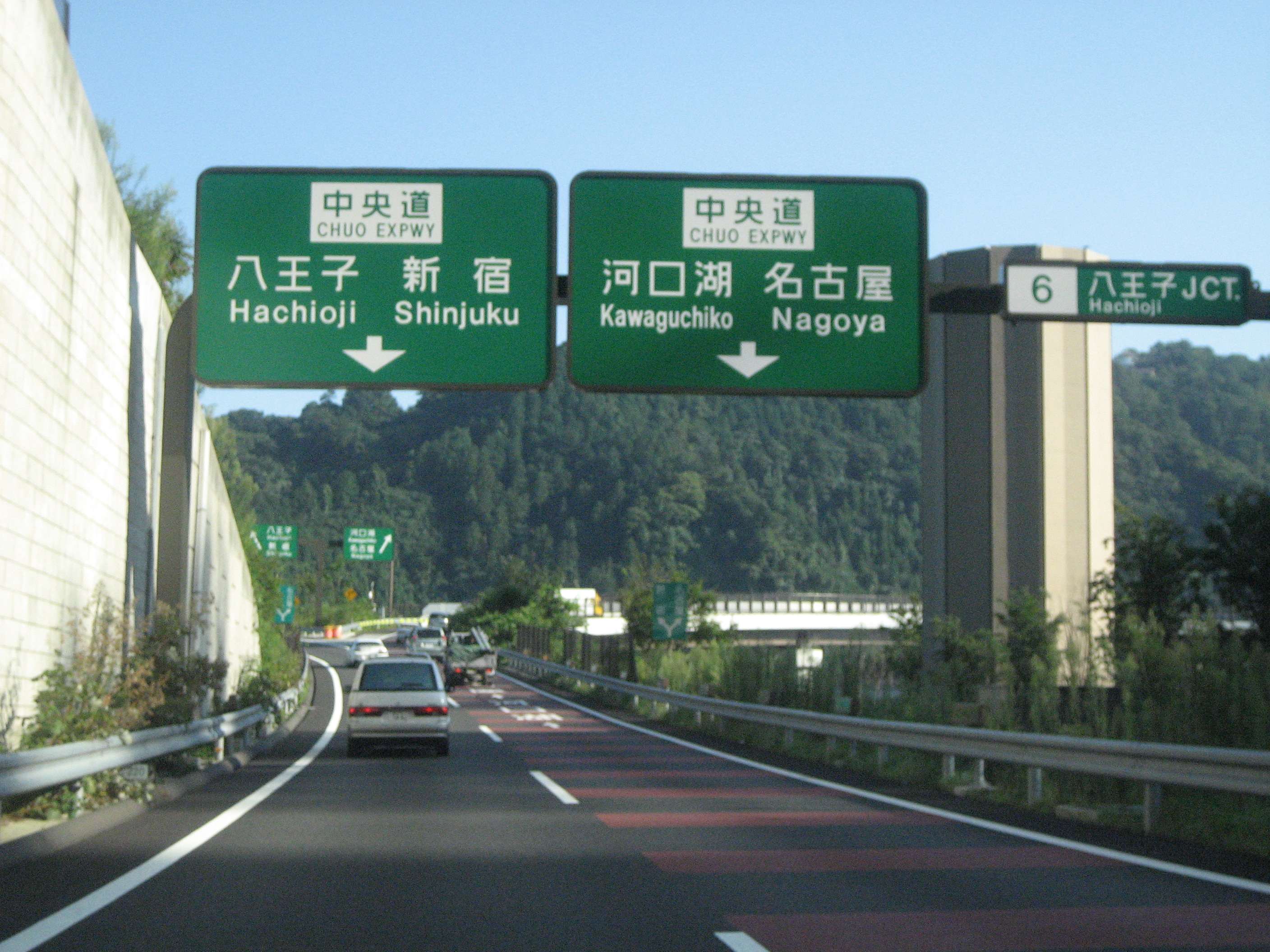
八王子JCT圏央道分岐

八王子ジャンクション（はちおうじジャンクション）は、東京都八王子市にある中央自動車道（中央道）と首都圏中央連絡自動車道（圏央道）が接続するジャンクション (JCT) である。

## 解説
高尾山と城山（深沢山）に挟まれた旧甲州街道（東京都道・神奈川県道516号浅川相模湖線）沿い、八王子市裏高尾町の山間に位置する。八王子ICからは南西に約10 km離れている。建設計画中の国会などでは「裏高尾JCT」と呼ばれたこともある。
当JCTの開通で、中央道と埼玉・関越自動車道（関越道）が圏央道経由で結ばれ、大幅な時間短縮に貢献している。また、2012年（平成24年）3月にはJCTから関越道方面とは逆方向に高尾山ICまでが開通し、2014年（平成26年）6月には高尾山IC - 相模原愛川IC間が開通したことで、中央道と東名高速道路が圏央道経由で結ばれた。
圏央道本線のトンネル内に設置されている当JCTの予告案内標識は、路線名および地名の英文表記がされていない。

## 歴史
- 2007年（平成19年）6月23日：八王子JCT - あきる野IC間開通に伴い、供用開始[3]。
- 2012年（平成24年）3月25日：高尾山IC - 八王子JCT間が開通[1]。
- 2017年（平成29年）12月20日：当JCTの圏央道本線部が内回り・外回りともに2車線化[4][5]。

## 接続する道路
- E20 中央自動車道（6番）
- C4 首都圏中央連絡自動車道（圏央道）（6番）

## 隣
E20 中央自動車道
(5, 5-1, 5-2) 八王子IC/TB - 元八王子BS - 元八王子IC（事業中） - (6) 八王子JCT - (7) 相模湖東IC（下り線出口のみ） - (8) 相模湖IC
C4 首都圏中央連絡自動車道
(35) 高尾山IC - (6) 八王子JCT - 八王子城跡TN - (41) 八王子西IC